# Escanzana
Escanzana es una localidad del concejo de Berantevilla, que está situado en el municipio de Berantevilla, en la provincia de Álava. 

## Historia
Hacia mediados del siglo XIX, el lugar, ya por entonces perteneciente a Berantevilla, tenía contabilizada una población de veintiséis habitantes. Aparece descrito en el séptimo volumen del Diccionario geográfico-estadístico-histórico de España y sus posesiones de Ultramar de Pascual Madoz de la siguiente manera:

ESCANZANA: l. del ayunt. de Berantevilla en la prov. de Alava, part. jud. de Añana (4 leg.), aud. terr. de Burgos, c. g. de las Provincias Vascongadas (Vitoria 5), y dióc. de Calahorra: sit. en alto, con clima frio y dominado del viento N., sin conocerse enfermedad alguna. Tiene 5 casas, igl. servida por un beneficiado. Confina el térm. N. La Cervilla; E. Mijancas; S. Portilla, y O. Berantevilla. El terreno es llano y de ínfima calidad, algo poblado de robles hácia la parte N., por la izquierda de este pueblo para el rio Zadorra. Los caminos son locales y se encuentren en mediano estado. El correo se recibe de Miranda de Ebro, por balijero. prod.: trigo, cebada y avena: cria de vacuno y lanar; caza de perdices, pesca de barbos y anguilas. pobl.: 5 vec., 26 almas. contr.: con su ayunt. (V.)
(Madoz, 1847, p. 520)

Décadas después, ya en el siglo XX, se describe de la siguiente manera en el tomo de la Geografía general del País Vasco-Navarro dedicado a Álava y escrito por Vicente Vera y López:

Escanzana.—Situado á 2 kilómetros de la cabecera del municipio. Tiene 7 viviendas y la población de hecho y de derecho es de 36 almas. Su iglesia, dedicada á San Vicente mártir, depende de la parroquial de Berantevilla, á cuya escuela asisten también 6 niños y niña. Tiene un molino harinero. Celebra fiesta el 22 de Enero.
(Vera y López, 1915-1921, p. 644)

## Demografía
En 2023, la entidad singular de población tenía empadronados siete habitantes y el núcleo de población, seis.
| Gráfica de evolución demográfica de Escanzana entre 2000 y 2017 |
|                                                                 |
| Población de derecho según los censos de población del INE.     |

## Urbanismo
Hay en el lugar una iglesia de San Vicente Mártir, construida en el siglo XVI.